# مؤسسة هيلين كلارك
مؤسسة هيلين كلارك (بالإنجليزية: The Helen Clark Foundation) هي مؤسسة أبحاث سياسية عامة مستقلة غير حزبية يقع مقرها في نيوزيلندا. يتم توجيه عمل المؤسسة نحو منظور تدريجي حول قضاياها ذات الاهتمام الأساسي بما في ذلك السياسة البيئية والمخدرات. تتمثل مهمة المؤسسة المعلنة في نشر أوراق بحثية تسهم في «مجتمع أكثر عدلاً واستدامة وسلمية». تتعاون المؤسسة مع جامعة أوكلاند للتكنولوجيا.
هيلين كلارك هي رئيسة الوزراء السابعة والثلاثين لنيوزيلندا. حضرت كلارك إطلاق المؤسسة في 21 مارس 2019. مدير المؤسسة هي كاثرين إرينجتون.